# Kurt Clemens
Kurt Clemens (* 7. November 1925 in Homburg im Saargebiet; † 19. Juli 2021) war ein deutscher Fußballspieler.

## Vereinskarriere
Der Außenläufer begann seine fußballerische Karriere nach dem Zweiten Weltkrieg beim SV Homburg, nachdem er zuvor schon bei zwei anderen örtlichen Vereinen (Union und VfL) gespielt und zudem sehr erfolgreich Leichtathletik betrieben hatte. So wurde Kurt Clemens 1947 saarländischer Meister im Kugelstoßen und ein Jahr später im Fünfkampf; in der letztgenannten Disziplin hatte er zudem bis 1956 den Landesrekord inne. 1948 wechselte er zum VfB Mühlburg, für den er jedoch in keinem einzigen Oberligaspiel zum Einsatz kam. Daraufhin ging er noch während dieser Saison ins Saarland zurück, das bis Mitte der 1950er Jahre ein teilautonomes Gebiet unter französischer Kontrolle war, und spielte bis 1951 für den 1. FC Saarbrücken, die erste Spielzeit außer Konkurrenz in der zweiten französischen Division. Zu diesem Zeitpunkt entschied Clemens sich für den Fußball und gab die Leichtathletik auf. Ab 1949 bestritt der FCS – wenn auch durchaus erfolgreich – ausschließlich Freundschaftsspiele gegen internationale Spitzenmannschaften und gewann unter anderem den Internationalen Saarlandpokal. 1950 wurde Kurt Clemens auch erstmals in die saarländische Nationalelf berufen.
1951 unterschrieb er einen Profivertrag beim französischen Erstligisten FC Nancy. Dort entwickelte sich der Spielmacher zu einem wichtigen Vorbereiter, insbesondere für die beiden Sturmasse Léon Deladerrière und Roger Piantoni. In der Division 1 reichte es zwar nur zu Mittelfeldplätzen, aber 1953 stand der Saarländer im Pokalfinale, in dem er sich mit seinem lothringischen Klub dann allerdings Lille Olympique mit 1:2 beugen musste. Dass diese Endspielteilnahme sein größter Erfolg auf Vereinsebene bleiben sollte, war zu diesem Zeitpunkt noch nicht abzusehen. In den zwei Spielzeiten brachte Clemens es auf 48 Punktspieleinsätze, in denen er auch selbst sieben Treffer erzielte. Der Grund dafür, dass er nur etwa zwei Drittel aller Punktspiele bestreiten konnte, lag in seiner Verletzungsanfälligkeit begründet; Anfang 1951 hatte er sich einen Schädelbasisbruch zugezogen, musste einen Bänderabriss am Knie auskurieren, und zudem behinderte ihn auch in den folgenden Jahren immer wieder ein Meniskusschaden.
1953 kehrte er nach Saarbrücken zurück, allerdings nicht zum 1. FC – seine neue fußballerische Heimat wurde die Sportanlage Kieselhumes im Stadtteil St. Johann, auf der Saar 05 seine Heimbegegnungen austrug. Mit den Nullfünfern spielte er die nächsten zehn Jahre in der Oberliga Südwest und stand in 173 Meisterschaftsspielen auf dem Platz, wobei er 15 Tore erzielte. Zwar zierte Saar 05 über die Jahre stets nur das Tabellenmittelfeld – lediglich 1953/54 schloss die Elf auf Platz vier ab, wurde ansonsten siebenmal Neunter und je einmal Siebter bzw. Achter –, aber sie galt als Favoritenschreck und Kurt Clemens als ihr unbestrittener Kopf. Fritz Walter erinnerte sich noch 40 Jahre später: „Clemens war ein überragender Techniker. Er konnte lange Pässe schlagen und fütterte das Spiel mit guten Ideen. Kurt war allerdings ab und zu – ebenso wie ich – nicht hart genug.“
Mit Einführung der Bundesliga 1963 endete für den 37-jährigen Außenläufer die Zeit in der Erstklassigkeit. Ob er noch dazu beitrug, dass die St. Johanner in den folgenden drei Jahren in der Regionalliga Südwest jeweils oben mitspielten (ein 4. und zwei 6. Plätze), ist nicht bekannt. Beruflich arbeitete Kurt Clemens seit den frühen 1950ern als Übersetzer im saarländischen Finanzministerium. Er besaß auch die Fußballlehrerlizenz; 1969 sollte er an der Seite von Jupp Derwall für die luxemburgische Nationalelf arbeiten, sagte aber aus hauptberuflichen Gründen ab. Ende der 1970er Jahre soll er unter anderem beim Homburger Amateurverein TuS Lappentascherhof als Trainer tätig gewesen sein.

### Stationen
- SV Homburg (bis 1948)
- VfB Mühlburg (1948)
- 1. FC Saarbrücken (1948/49–1951)
- FC Nancy (1951–1953)
- SV Saar 05 Saarbrücken (1953–1963)

## Nationalspieler
Zwischen 1950 und 1956 bestritt die Nationalelf des damals selbständigen FIFA-Mitglieds Saarland 19 Länderspiele; in zehn davon, darunter dem allerersten im November 1950 (5:3-Sieg gegen die Schweizer B-Mannschaft) und dem letzten (2:3 im Juni 1956 in Amsterdam gegen Holland), kam Kurt Clemens zum Einsatz; ein Treffer gelang ihm in diesem Kreis allerdings nicht. Er war 1953 bzw. 1954 auch in allen vier Qualifikationsspielen zur WM in der Schweiz dabei, in denen sich die Mannen unter Trainer Helmut Schön mit Norwegen und Deutschland auseinanderzusetzen hatten. Diese Qualifikation begann mit einem Paukenschlag: In Oslo lag das Saarland nach gut einer Viertelstunde mit 0:2 zurück und spielte praktisch nur noch zu zehnt (die einzige erlaubte Auswechslung musste Schön verletzungsbedingt bereits nach fünf Minuten vornehmen, und in der 10. Minute brach sich Theo Puff das Wadenbein, blieb aber auf dem Rasen). Vor allem Frankreichprofi Clemens kurbelte das Spiel seiner Elf aber unermüdlich an, und am Ende hatten er und seine Mitstreiter die Partie gedreht und 3:2 gewonnen.
In den meisten dieser internationalen Begegnungen war er der einzige Saarländer, der nicht dem 1. FCS angehörte, für den er selbst auch sein erstes Länderspiel bestritten hatte (außerdem drei in seiner Zeit bei Nancy und sechs für Saar 05). Dennoch harmonierte er mit den Binkert, Philippi, Martin, Siedl, Momber und Biewer so gut, dass der westdeutsche Bundestrainer Sepp Herberger nach einem Qualifikationsspiel über ihn sagte: „Diesen Supermann könnte ich gut gebrauchen.“
Es bleibt Spekulation, ob man Clemens als „verhinderten Weltmeister“ bezeichnen kann. Er selbst äußerte über die Spiele des Saarlandes gegen die Bundesrepublik: „Ich weiß noch heute, dass ich sowohl nach dem 0:3 im Hinspiel wie auch nach dem Rückspiel in Saarbrücken nicht richtig unglücklich war. Ich fühlte mich eben doch als Deutscher und wollte Herberger und der Elf, in der ich als kleiner Bub immer spielen wollte, nicht den Weg in die Schweiz verbauen. Wir Saarländer hätten bei der WM auch keine Chance gehabt.“